# Вулиця Молодіжна (Тернопіль)
Вулиця Молодіжна — вулиця в мікрорайоні «Березовиця» міста Тернополя.

## Відомості
Розпочинається біля будинку №33 вулиці Микулинецької, пролягає на південь паралельно вулицям Микулинецькій та Фестивальній, закінчується неподалік автосалону «Тойота». На вулиці розташовані приватні будинки.

## Транспорт
Рух вулицею — двосторонній, дорожнє покриття — асфальт. Громадський транспорт по вулиці не курсує, найближчі зупинки знаходяться на вулиці Микулинецькій.